# مرغابی‌های کوچک
مرغابی‌های کوچک (نام علمی: Mareca)، یک سرده یا زیرسرده از خانواده مرغابیان است که شامل گیلارها نیز می‌شود.
گونه‌هایی که اکنون در این سرده قرار می‌گیرند، در گذشته در سردهٔ مرغابی‌ها قرار می‌گرفتند. یک مطالعه تبارزایی مولکولی با مقایسه توالی دی‌ان‌ای میتوکندریایی که در سال ۲۰۰۹ منتشر شد، نشان داد که سردهٔ Anas، همان‌طور که در آن زمان تعریف شد، تک‌تبار نیست. بر اساس تبارزایی منتشرشده، سردهٔ آناس به چهار سردهٔ تک‌تبار تقسیم شد و پنج گونه موجود به سردهٔ بازسازی‌شدهٔ Mareca منتقل شدند.

## گونه‌های موجود
سردهٔ مرغابی‌های کوچک (Mareca) دربرگیرندهٔ این گونه‌ها است:
| تصویر | نام علمی          | نام رایج        | پراکندگی |
| ----- | ----------------- | --------------- | --- |
|       | Mareca strepera   | اردک ارده‌ای     | اروپا، آسیا و مرکز آمریکای شمالی                                                                                      |
|       | Mareca falcata    | خوتکای کاکلی    | آسیای شرقی |
|       | Mareca penelope   | گیلار اوراسیایی | اروپا و آسیا |
|       | Mareca sibilatrix | گیلار جنوبی     | جنوب آمریکای جنوبی |
|       | Mareca americana  | گیلار آمریکایی  | شمال کانادا و آلاسکا و همچنین در غرب داخلی از طریق آیداهو، کلرادو، داکوتا، و مینه‌سوتا، و همچنین شرق واشینگتن و اورگان |